# Убивство Роджера Екройда
«Убивство Роджера Екройда» (англ. The Murder of Roger Ackroyd) — детективний роман англійської письменниці Агати Крісті, опублікований в 1926 році.

## Сюжет
Події роману відбувається у вигаданому англійському селищі Кінгз-Еббот. Оповідання ведеться від імені лікаря Джеймса Шеппарда, що стає асистентом Пуаро (у більшості інших творів, присвячених Пуаро, цю роль виконує капітан Гастингс).
Роман розпочинається зі смерті місіс Феррар, багатої вдови, яка, за чутками, вбила свого чоловіка. Жителі села думають, що вдова скоїла самогубство, поки не гине Роджер Екройд — вдівець, що збирався одружитися з місіс Феррар. Під підозрою знаходяться кілька людей: своячка Роджера місіс Сесіл Екройд, що хворіє на іпохондрію і має невротичні розлади. Також вона має багато боргів через свої екстравагантні витрати. Донька місіс Екройд — Флора, майор Блент — запеклий мисливець, Джеффрі Реймонд — особистий секретар Екройда; пасинок Роджера Ральф Петон, що також має величезні борги; Паркер, дворецький і Урсула Борн, звільнена напередодні вбивства покоївка.
Першим підозрюваним стає Ральф Петон, що є спадкоємцем вбитого. Крім того, деякі докази явно вказують на нього. Пуаро, що недавно приїхав у селище, починає розслідування на прохання Флори, зарученої з Ральфом.

## Діючі особи
- Джеймс Шеппард — лікар.
- Еркюль Пуаро — детектив, що веде справу.
- Кароліна Шеппард — сестра Джеймса.
- Ральф Пейтен — названий син Роджера Екройда.
- Джеффрі Реймонд — секретар містера Екройда.
- Сесіл Екройд — своячка Екройда.
- Флора Екройд — дочка міс Сесіл Екройд.
- Гектор Блент — майор, друг містера Екройда.
- Паркер Адамс — дворецький містера Екройда.
- Урсулла Борн — колишня покоївка Екройда.
- Міс Рассел — економка Екройда.

## Сприйняття
Оглядач сайту mrpl.city Іван Синєпалов розташував роман на 9 місці у переліку найкращих книжок, виданих українською мовою у 2018 році. На його думку, це «дуже тонкий детектив, у якому уважний читач зможе виявити убивцю до того, як його ім'я оголосить Еркюль Пуаро. А неуважний — зможе повернутися до ключових митей оповіді, щоб переконатися, що підказки лежали на видноті».